# قوانين جيم كرو

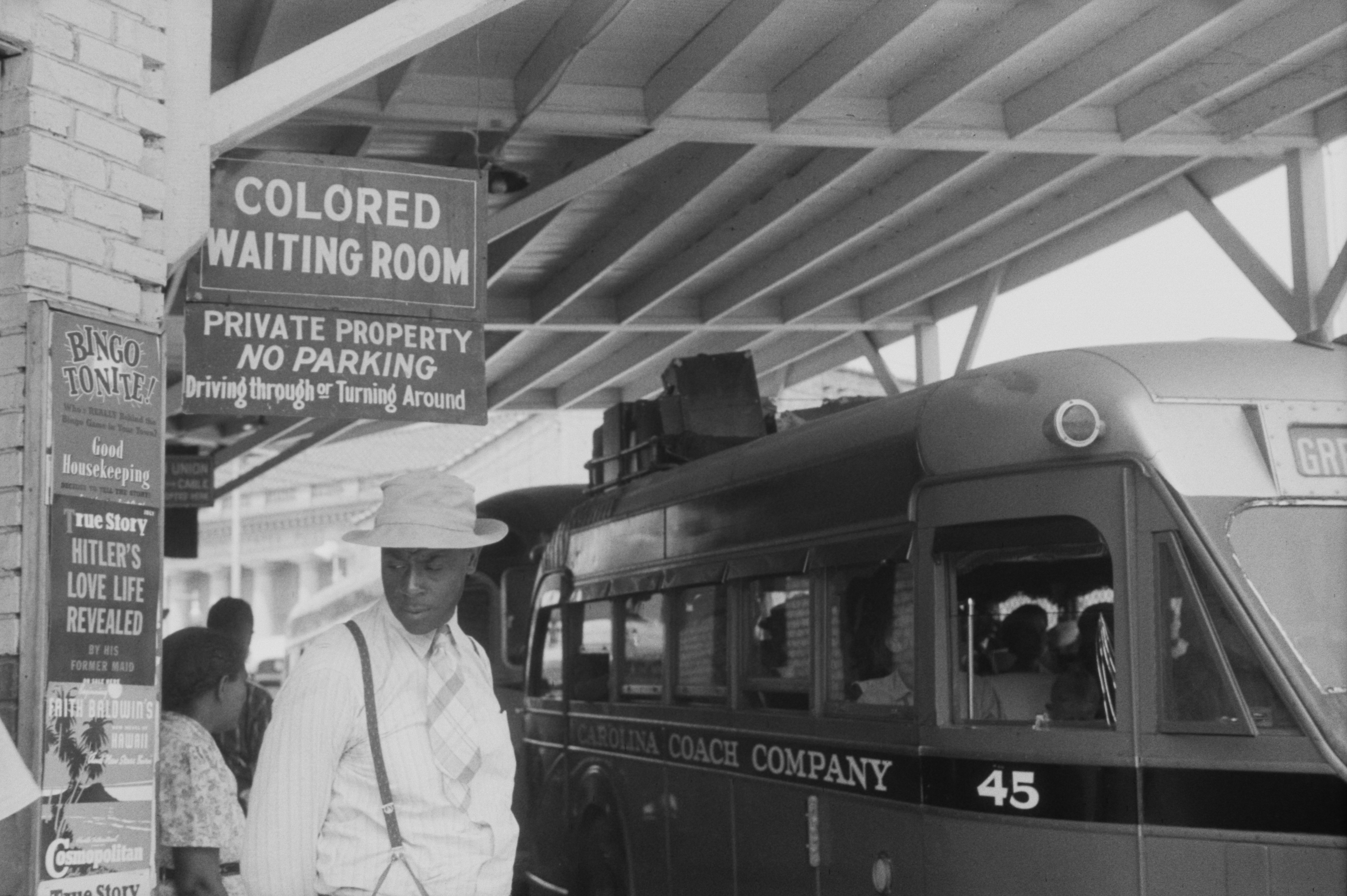
لافتة لغرفة الانتظار "للملونين فقط" في محطة الحافلات في دورهام كارولاينا الشمالية مايو 1940

قوانين جيم كرو (بالإنجليزية: Jim Crow Laws)‏ مصطلح أصبح شائع الاستخدام في الغرب في ثمانينيات القرن التاسع عشر الميلادي، عندما صار الفصل الاجتماعي مشروعًا في كثير من الأجزاء الجنوبية للولايات المتحدة. يُشير المصطلح في الأصل إلى شخصية سوداء البشرة في أغنية شعبية تم تأليفها عام 1830م.
طالبت القوانين بفصل الأعراق في كثير من الأماكن العامة. ولكن أُعلن عن عدم شرعية أغلب هذه القوانين في الولايات المتحدة، وذلك بموجب قرارات أصدرتها محاكم عليا متعددة في خمسينيات وستينيات القرن العشرين الميلادي، وقوانين الحقوق المدنية لعام 1964م و1968م.

## أصل التسمية
ظهر مصطلح قانون جيم كرو لأول مرة في عام 1904 وفقًا لقاموس اللغة الإنجليزية الخاصة بالولايات المتحدة الأمريكية، وذلك على الرغم من أن هناك بعض الأدلة على استخدام المصطلح قبل ذلك الحين. وغالبًا ما تنسب عبارة «جيم كرو» إلى أغنية «اقفز يا جيم كرو»، وهي أغنية ورقصة كاريكاتيرية ساخرة من السود الأمريكيين، وهي من أداء الممثل الأبيض رايس توماس، وظهرت الأغنية للمرة الأولى عام 1832 وكانت تستخدم للسخرية من سياسات أندرو جاكسون الشعبوية. ونتيجة لشهرة رايس، صار تعبير «جيم كرو» هو الوصف التحقيري لزنوج أمريكا خلال عام 1838، ومن هنا عرفت قوانين الفصل العنصري باسم قوانين جيم كرو.

## بداية التطبيق
خلال فترة إعادة إعمار الولايات المتحدة من 1865-1877، قدّم القانون الاتحادي حقوقًا مدنية للـ«معتقون» في الجنوب وللأميركيين الأفارقة الذين كانوا عبيدًا في السابق. عاد الديموقراطيون البيض إلى السلطة تدريجيًا في الولايات الجنوبية بداية من 1870، وذلك في انتخابات تمّ فيها استخدام جماعات شبه عسكرية لترهيب المعارضين، والهجوم على السود أو منعهم من التصويت. في 1877، تسبب نجاح الوفاق الوطني في كسب الدعم الجنوبي خلال الانتخابات الرئاسية في سحب القوات الفيدرالية من الجنوب. فاستعاد الديموقراطيون البيض قوتهم على كل الولايات الجنوبية. وأقرت حكومة الحزب الديموقرطي قانون جيم كرو لعزل السكان السود عن البيض.
ومع ذلك استمر انتخاب السود للمكاتب المحليّة في عام 1880، فقام الديموقراطيون بتمرير حزمة من القوانين لتقييد عملية الانتخاب، فتضاءلت بذلك مشاركة السود والفقراء من البيض. وفي 1890 قامت الولايات الكونفيدرالية بتمرير دساتير وقوانين جديدة تتطلب إجراءات معينة للتصويت (كدفع ضريبة معيّنة لذلك) مما تسبب في تقليص مشاركات السود وحتى الفقراء من البيض.
وبمنع القدرة على التصويت في الانتخابات، لم يتمكن السود والبيض الفقراء من الخدمة في هيئات المحلّفين أو في المكاتب المحليّة، ولا في التأثير على الهيئات التشريعية في الولايات، فتمّ تجاهل كافة مطالبهم.
وصار فصل الأميركيين الأفارقة عن باقي السكان أمرًا مشروع قانونًا ورسميًا في العصر التقدّمي من (1890-1920)، وكذلك أصبح الفصل أمرًا عرفيًا أعتاد الناس عليه حتى في الحالات التي لا تنص فيها قوانين جيم كرو صراحةً على منع السود من المشاركة. فصار فصل السود ثقافة لدى الأمريكيين.
مالت انتخابات الرئاسة الأمريكيّة عام 1912 ضدّ مصالح السود، وكانت القيود القانونيّة المفروضة على تصويت السود في الانتخابات فعّآلة جدًا لدرجة أنهم لم يستطيعوا التصويت على الإطلاق. في حين أن ضرائب التصويت ومتطلبات محو الأمية كان يعفى منها الأمريكيين البيض؛ فالقانون لم يكن يسري عليهم، بل كانت تلك القيود تطبق على السود فحسب.
كان وودرو ويلسون رئيسًا للولايات المتحدة الأمريكية، وكان ديموقراطيًا من الجنوب، وأول رئيس من مواليد الجنوب لفترة ما بعد الحرب. وقام بتعيين الجنوبيين في مجلس وزراءه. فبدأ الكثير منهم الضغط من أجل سرعة فصل أماكن العمل بين البيض والسود، ذلك على الرغم من أن المكاتب الفيدرالية في واشنطن العاصمة قد أدمجت بعد الحرب الأهلية عام 1913.
وعرض الرئيس وودرو ويلسون الفصل في المكاتب الفيدرالية، وذلك على الرغم من احتجاج الكثيرين من ذلك. وقام ويلسون بتعيين سياسيين من الجنوب تسببوا في التفرقة العنصرية في الولايات المتحدة؛ وذلك بسبب اعتقاده الراسخ بأن الفصل العنصري كان في مصلحة الأميركيين السود والبيض على حدّ سواء. وفي يوم 4 يوليو 1913 في جيتيسبيرج حيث الذكرى المئوية لإعلان ابراهام لينكولن أن «جميع الناس خلقوا متساوين»، خطب ويلسون في الحشود قائلاً:
«كم أصبح الاتحاد كاملاً، وكم هو عزيز علينا جميعًا، وكم هو مهيب، ونحن عائلة كبيرة من الرجال الأحرار!»